# کارل سیمز
کارل سیمز (انگلیسی: Karl Sims) مهندس و دانشمند رایانه اهل ایالات متحده آمریکا است.